# Le Tilleul-Lambert

Le Tilleul-Lambert este o comună în departamentul Eure, Franța. În 1 ianuarie 2022 avea o populație de 265 de locuitori.